# Astrid Wanja Brune Olsen
Astrid Wanja Brune Olsen (* 23. Juni 1999 in Oslo) ist eine norwegische Tennisspielerin.

## Karriere
Brune Olsen begann mit acht Jahren das Tennisspielen und ihr bevorzugter Spielbelag ist der Sandplatz. Sie spielt vor allem auf Turnieren der ITF Women’s World Tennis Tour, wo sie bereits drei Titel im Doppel gewinnen konnte.
Sie spielte 2017 erstmals für die norwegische Fed-Cup-Mannschaft; ihre Fed-Cup-Bilanz weist bislang sechs Siege bei fünf Niederlagen aus.

## Turniersiege

### Doppel
| Nr. | Datum         | Turnier                  | Kategorie   | Belag | Partnerin    | Finalgegnerinnen                    | Ergebnis         |
| --- | ------------- | ------------------------ | ----------- | ----- | ------------ | ----------------------------------- | ---------------- |
| 1.  | 27. Juli 2018 | Sandefjord               | ITF $15.000 | Sand  | Malene Helgø | Nora Niedmers Yukina Saigō          | 6:1, 6:4         |
| 2.  | 27. Juli 2019 | Sandefjord               | ITF W15     | Sand  | Malene Helgø | Suzan Lamens Annick Melgers         | 6:3, 6:3         |
| 3.  | 3. Mai 2025   | Santa Margherita di Pula | ITF W35     | Sand  | Ashley Lahey | Jasmijn Gimbrère Stéphanie Visscher | 3:6, 6:4, [10:5] |